# Dayton (Minnesota)
Dayton é uma cidade localizada no estado americano do Minnesota, no Condado de Hennepin e Condado de Wright.

## Demografia
Segundo o censo americano de 2000, a sua população era de 4699 habitantes.
Em 2006, foi estimada uma população de 4637, um decréscimo de 62 (-1.3%).

## Geografia
De acordo com o United States Census Bureau tem uma área de 65,1 km², dos quais 60,7 km² cobertos por terra e 4,4 km² cobertos por água.

## Localidades na vizinhança
O diagrama seguinte representa as localidades num raio de 12 km ao redor de Dayton.